# Anima mia (I Cugini di Campagna)
Anima Mia es el título del segundo álbum de la banda italiana de música pop I Cugini Di Campagna, Fue lanzado al mercado en 1974, bajo el sello discográfico PULL. Incluye el conocido sencillo Anima Mia.

## Contenido
Anima mia tiene doce canciones, entre ellos ocho del disco anterior. Es el primer álbum de la banda que contiene canciones escritas por los miembros del grupo. Entre estas canciones hay también la canción de mayor éxito del álbum, que es Anima mia (lanzado como un sencillo con la canción Te lo dico), con el tiempo se convirtió en el tema de covers de distintos artistas como Dalida, Perry Como o Frida de ABBA  (en este caso, el título fue traducido en Ett liv i solen).
También la canción Brividi d'amore ha tenido cierto éxito, según la interpretación de Nada, mientras que Credi in te fue interpretado inicialmente por Little Tony y da Annibale en el álbum È solo un'impressione di...Annibale  en 1972, junto con I Cugini di Campagna. Anníbale, bajo el seudónimo de Giampiero Muratti, había grabado en 1971, una versión de Te lo dico.

## El disco

### Cara A
1. Anima mia (De Sanctis, Michetti, Paulin) - 3:19[1][2]
2. Te la dico (Meccia, Zambrini) - 2:11[3][2]
3. Un letto e una coperta (Meccia, Zambrini) - 3:30[3]
4. È il bel mondo di Dio (Meccia, Zambrini) - 2:45[3]
5. La mia poesia (Romanelli) - 3:08[3]
6. Brividi d'amore (Sacchi, Michetti, Paulin) - 4:05[1]

### Cara B
1. Credi in te (Volpi) - 3:53[1]
2. I suoi consigli (Michetti, Paulin) - 5:00[1]
3. Po po povero mondo (Meccia) - 2:37[3]
4. L'uva è nera (Meccia, Michetti, Zambrini) - 2:30[3]
5. Come to Canterbury (Meccia, Zambrini) - 2:23[3][4]
6. La storia della mia vita (Anassandro, Germani) - 2:30[3]

### Grupo
- Ivano Michetti - Guitarra
- Silvano Michetti -  batería percusión
- Flavio Paulin - voz, bajo
- Giorgio Brandi - teclado